# Ladislav Škantár

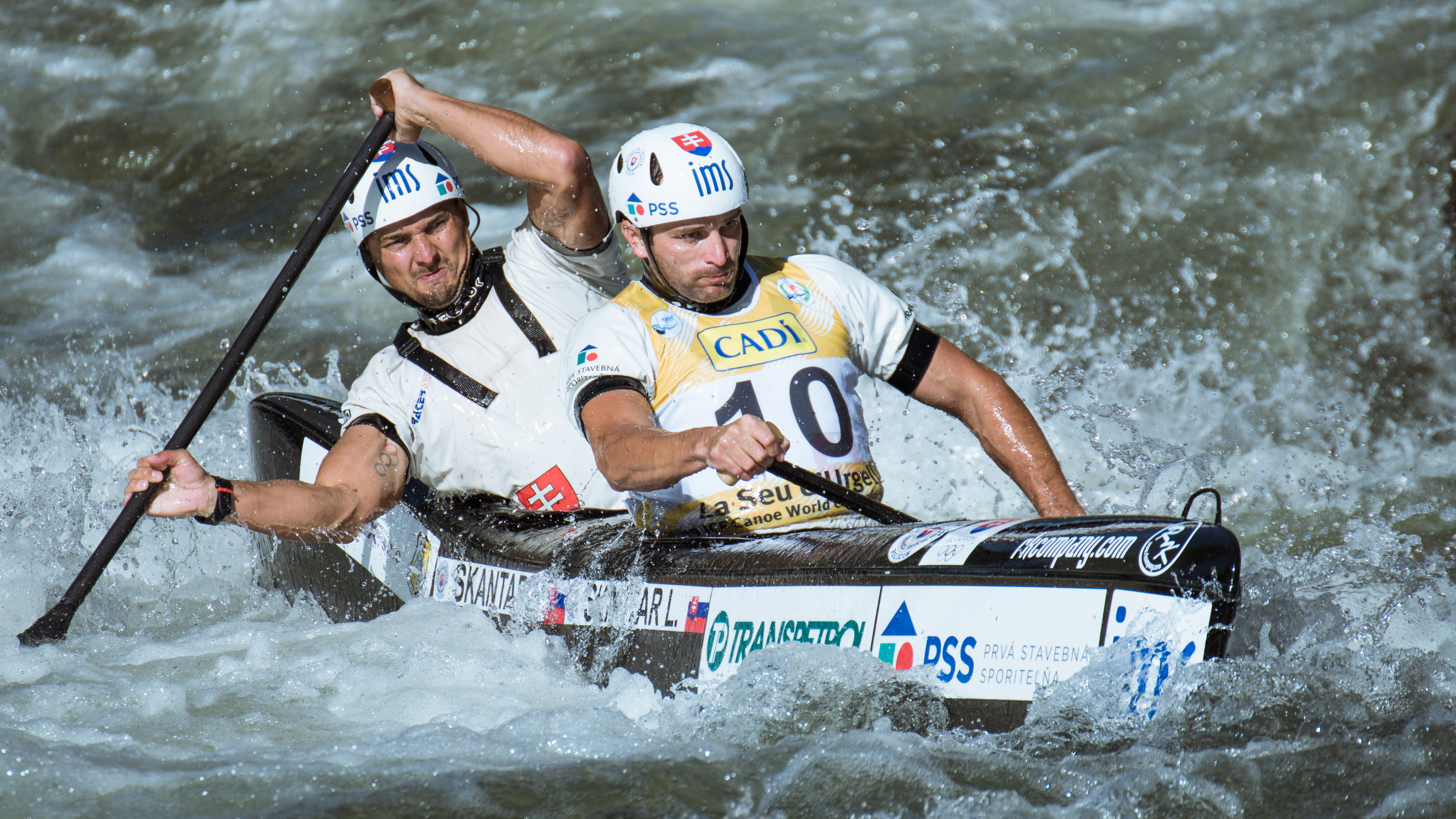
Ladislav Škantár (2019)

Ladislav Škantár (11 de fevereiro de 1983) é um canoísta de slalon eslovaco, campeão olímpico.

## Carreira
Ladislav Škantár representou seu país na Rio 2016, conquistou a medalha de ouro no prova do slalon C-2, ao lao de seu primo Peter Škantár. 